# Langouet
Langouet település Franciaországban, Ille-et-Vilaine megyében. Lakosainak száma 610 fő (2022. január 1.). Langouet La Chapelle-Chaussée, Gévezé, Saint-Gondran, Saint-Symphorien, Vignoc és Langan községekkel határos.

## Népesség
A település népességének változása:
| Lakosok száma | 278  | 418  | 454  | 543  | 596  | 600  | 601  | 606  | 610  | 610  |
|               | 1968 | 1982 | 1990 | 2006 | 2013 | 2015 | 2017 | 2019 | 2020 | 2022 |